# ТЭС Сипат
ТЭС Сипат  (англ. Sipat Super Thermal Power Station или Rajiv Gandhi Super Thermal Power Station) — угольная электростанция в округе Биласпур в штате Чхаттисгарх, возле пристанционного городка Сипат. Одна из угольных ТЭС государственной корпорации NTPC. Уголь на электростанцию поступает с разработок Дипика фирмы South Eastern Coalfields.
Станция установленной мощностью 2980 МВт состоит из двух очередей: первая из 3 энергоблоков по 660 МВт на сверхкритические параметры пара и вторая из 2 блоков по 500 МВт. Премьер Манмохан Сингх торжественно пустил ТЭС Сипат 20 сентября 2013 года, тогда же ей было присвоено имя Раджива Ганди.
| Этап  | Номер Блока | Установленная мощность (МВт) | Дата ввода в эксплуатацию | Статус   |
| ----- | ----------- | ---------------------------- | ------------------------- | -------- |
| 1-й   | 1           | 660                          | июнь 2011                 | Работает |
| 1-й   | 2           | 660                          | декабрь 2011              | Работает |
| 1-й   | 3           | 660                          | июнь 2012                 | Работает |
| 2-й   | 4           | 500                          | май 2007                  | Работает |
| 2-й   | 5           | 500                          | август 2008               | Работает |
| Всего | 5           | 2980                         |                           |          |

## Особенности
На станции впервые в Индии применено ОРУ 765 кВ. Вода для станции подаётся по 16-километровому трубопроводу от водохранилища Хасдео. Трубы по причине расположения в сельскохозяйственном районе имеют высоту 275 м.

## Строительство
Контракт между NTPC и российским концерном АО «Силовые машины» на постройку «под ключ» машинных залов трёх энергоблоков по 660 МВт был подписан в 2004 году. Сумма контракта составляла 250 млн $, первый блок планировалось пустить через 46 месяцев. В 2006 году первая турбина К-660-247 прошла в присутствии заказчика паровые испытания. Однако из-за штрафов и неначисления выручки по контрактам на индийские ТЭС (Сипат и Барх) с освоенным объёмом менее 10%, ошибок проектирования и по другим причинам убытки компании по этим объектам превысили в 2006 году 100 млн $ и продолжали расти. В декабре 2008 года на фоне коррупционных претензий к «Технопромэкспорту» NTPC пошла на переговоры с «Силовыми машинами»; были достигнуты договорённости об эскалации цен, существенно улучшившие показатели российской компании за 2009 год.

## Транспортное сообщение
ТЭС Сипат располагается на участке Татанагар — Биласпур линии Ховрах — Нагпур — Мумбаи.